# Eric Martsolf
Eric Martsolf (Harrisburg, Pensilvânia, 27 de Julho de 1971) é um ator e apresentador de televisão estadunidense, mais conhecido por seu trabalho em Passions e no programa Passions Live!.

## Biografia

### Vida pessoal
Eric Martsolf nasceu e cresceu na pequena cidade de Harrisburg, no dia 27 de Julho de 1971, onde viria a se formar no colegial em 1989. No final dos anos 90, ele se mudaria para Los Angeles, para seguir uma carreira artística.
Em 10 de Outubro de 2003, Eric se casou com a dançarina Lisa Kouchak, e o casal recebeu dois filhos gêmeos fraternos, Mason Alan e Chase Evan, em 7 de Abril de 2006.

### Carreira
Martsolf começou sua carreira no teatro, interpretando personagens como Pharaoh em National Touring Company, Danny Zuko em Grease e Prof. Higgins em My Fair Lady. A carreira no cinema começou em 2001, quando participou do filme The Cheater, no papel de Brad. 
No ano seguinte, ele seria convidado para substituir Travis Schuldt na soap opera Passions, no papel de Ethan Crane, o mesmo papel para o qual ele havia feito testes em 1999, durante a pré-produção do programa.
Após ingressar no elenco de Passions, Martsolf tornou-se conhecido mundialmente, e foi aclamado pela crítica ao ser um dos pré-indicados para o Daytime Emmy de melhor ator por cinco anos seguidos. O ator também foi reconhecido pela Soap Opera Digest, ao ser nomeado para o prêmio de melhor revelação em 2003.
Em 2003, Eric participou do filme Spanish Fly, no qual interpretou Brick Hauser.
Cinco anos depois, o ator fez sua estréia como apresentador de televisão no programa Passions Live! exibido pelo canal de televisão 101 da DirecTV. No programa, ele debate com outros membros do elenco os acontecimentos e os personagens de Passions.
Ainda em 2008, Martsolf fez uma participação no episódio Collateral Damage da série NCIS e estreou em Days of Our Lives no papel de Brady Black.

## Filmografia

### Televisão
- 2011 Smallville como Gladiador Dourado
- 2009 Days of Our Lives como Brady Black
- 2008 NCIS como Paul Harris
- 2008 Passions como Ethan Crane

### Cinema
- 2003 Spanish Fly como Brick Hauser
- 2001 The Cheater como Brad